# NGC 4631
NGC 4631, també coneguda com la Galàxia de la Balena (en anglès, Whale Galaxy), és una galàxia espiral barrada situada a la constel·lació dels Llebrers, a una distància de 25 i 30 milions d'anys llum de la nostra galàxia

## Característiques
Es tracta d'una galàxia vista de gaidó -el que dificulta el seu estudi- de tipus tardà i fortament distorsionada per la interacció amb galàxies veïnes com la galàxia el·líptica nana NGC 4627 -en la imatge de la dreta, la petita galàxia situada just sota ella- i la galàxia irregular NGC 4656, les quals han provocat amb la seva atracció gravitatòria que el nucli galàctic semble desplaçat cap a un costat en les imatges preses en llum visible, l'existència d'un esclat estel·lar tant al seu centre -on no és massa intens- com en la resta d'ella, la presència de quatre cues de gas que uneixen a NGC 4631 amb les seves companyes, i un arc de pols i hidrogen molecular en l'halo galàctic -tot el que explica que haja aparegut en l'Atles de galàxies peculiars de Halton Arp com Arp 281-.
De manera semblant a altres galàxies amb esclat estel·lar com M82 o NGC 253, les explosions de supernova produïdes en l'esclat estel·lar han expulsat matèria a l'halo galàctic en la forma d'un potent supervent, que pot apreciar-se en imatges preses amb rajos X i en H-Alpha

## Grup de galàxies
NGC 4631 és la galàxia més brillant (però no la més gran) del Grup NGC 4414 -que inclou a la ja esmentada NGC 4656-, així com un membre del grup de galàxies Coma I, a NGC 4414, a M64, a la qual pertany també per exemple NGC 4559 i que sembla estar en procés d'acostament i fusió amb el cúmul de la Verge